# Chemia bioorganiczna
Chemia bioorganiczna – dyscyplina naukowa łącząca ze sobą elementy chemii organicznej oraz biochemii. Podstawową różnicą pomiędzy chemią bioorganiczną a biochemią są cele tych dwóch dyscyplin naukowych. Biochemia (a także pokrewne nauki, takie jak biologia molekularna) koncentruje się na wykorzystaniu chemii w celu zrozumienia procesów biologicznych na poziomie molekularnym. Natomiast głównym celem chemii bioorganicznej jest wykorzystanie zdobyczy chemii organicznej w celu tworzenia nowych biomolekuł (lub modyfikacji już istniejących).

## Przedmiot badań
Główne obszary badań tej dyscypliny to:
- synteza i badanie właściwości związków chemicznych występujących w żywych organizmach, ze szczególnym uwzględnieniem:
  - aminokwasów, oligopeptydów, białek i ich pochodnych
  - nukleozydów, nukleotydów, oligonukleotydów i ich pochodnych
  - alkaloidów
- wprowadzanie modyfikacji chemicznych do już istniejących białek w celu nadania im nowych właściwości (np: tworzenie przeciwciał o własnościach katalitycznych lub projektowanie bardziej efektywnych enzymów)
- projektowanie nowych, funkcjonalnych cząsteczek kwasów nukleinowych bazujących na istniejących w przyrodzie strukturach takich jak kwadrupleksy DNA, rybozymy lub aptamery[2]
- projektowanie i synteza kwasów nukleinowych i ich analogów
- opracowywanie nowych systemów dostarczania leków do komórek

Chemia bioorganiczna z uwagi na multidyscyplinarny charakter jest w znaczny sposób związana z następującymi naukami:
- biochemią
- chemią organiczną
- chemią biologiczną
- chemią leków
- biofizyką molekularną
- biologią strukturalną